# منجم كماسة
منجم كماسة هو منجم معدني في وسط المملكة المغربية، يُعد منجم كماسة أهم منجم معدني في المغرب، وثاني أكبر منجم في بلدان حوض البحر الابيض المتوسط وأوروبا، بعد منجم «تارا» في ايرلندا.
تقدر مدخرات المنجم الذي يقع على مسافة 35 كم جنوب مدينة مراكش بـ 12 مليون طن، ونشاط استغلالي يمتد على مدى 16 عاماً، بمعدل 750 الف طن في كل عام من الزنك 10.5 في المئة والرصاص 3 في المئة والنحاس 7 في المئة والفضة 70 غرام/ طن. ولا يستبعد الخبراء اكتشاف مدخرات معدنية أخرى نظراً لمجال المنطقة الجيولوجي المشجع جداً.
يفوق منجم كماسة، من حيث الحجم، مجموع المناجم المغربية الأخرى المنتجة للمرتكزات غير الحديدية. ويعد من بين المناجم العشرة المعدنية الأولى في العالم التي يتعدى إنتاجها من الزنك 75 الف طن في العام، وعلى سبيل المقارنة، فإن إنتاج كماسة يمثل ما نسبته 60 في المئة من إنتاج أهم منجم للزنك في العالم، هو منجم «باين بوانت Pine Point Mine» في كندا.